# Celleporella uberrima
Celleporella uberrima är en mossdjursart som beskrevs av Moyano 1987. Celleporella uberrima ingår i släktet Celleporella och familjen Hippothoidae. Inga underarter finns listade i Catalogue of Life.